# Бернар Лепти
Бернар Лепти (на френски: Bernard Lepetit) е френски историк, чиито изследвания са в областта на социалната история на френския град през XVIII-XIX век. Представител е на четвъртото поколение на френската Школа „Анали“.

## Биография
Бернар Лепти се ражда на 28 август 1948 г. във Версай, Франция. Следва във Висшето нормално училище (на френски: École normale supérieure de Fontenay-Saint-Cloud) в Лион.
През 1976 г. при научното ръководство на Пиер Губер защитава дисертация по демографска история на град Версай в периода 1545–1715 г., а през 1987 г. под ръководството на Жан-Клод Перо дисертация върху градската организация на Франция през 1740–1840 г.
Преподава във Висшето училище по социални науки (на френски: École des hautes études en sciences sociales, съкр. EHESS).
През 1986–1992 г. е научен секретар на списание „Анали“.
На 31 март 1996 г. е блъснат от автомобил, докато пресича улица във Версай, и умира от получените травми.